# هایث، همپشر
هایث (به انگلیسی: Hythe) یک روستا در بریتانیا است که در Hythe and Dibden واقع شده‌است. هایث ۲۰٬۵۲۶ نفر جمعیت دارد.